# Київський палац дітей та юнацтва
Київський палац дітей та юнацтва — державний позашкільний навчальний заклад у Києві.

## Історія
Палац стоїть на місці колишнього Військового Микільського собору і Пустинно-Микільського монастиря. Собор й основні монастирські споруди зруйнували за рішенням радянської влади 1934 року. 
Рішення про знесення собору й монастирських споруд комуністи ухвалили під приводом розпланування тут урядового кварталу. Хоча згодом для нього обрали Михайлівську площу. На спорожнілому місці вирішили звести будинок культури заводу «Арсенал», на заваді чого стала Друга світова війна. 
У 1962—1965 роках тут звели Палац піонерів і школярів імені Островського. Під час будівництва знесли останню монастирську будівлю — Покровську трапезну церкву.
23 травня 1965 року відбулося урочисте відкриття палацу. Його будівництво тривало три роки. Споруда, яка займає площу 12 тисяч м2 та має 3 поверхи, призначена для відвідування школярами різноманітних гуртків під керівництвом понад 300 педагогів і 200 співробітників.
1991 року за Наказом Головного управління народної освіти заклад отримав назву Київський Палац дітей та юнацтва.

## Архітектура і мозаїки

Мозаїчне панно в інтер'єрі палацу (фрагмент)

Палац, мозаїчні композиції, а також фонтан і басейн на площі перед палацом є пам'яткою неомодерного монументального мистецтва.
Побудований палац за проєктом архітекторів Авраама Мілецького та Едуарда Більського, нагороджених за цю роботу Державною премією СРСР. Участь у проєктуванні брала також Аріадна Лобода.
Художники-монументалісти Ада Рибачук та Володимир Мельниченко оздобили мозаїками інтер'єри палацу та декоративний басейн, що міститься перед будівлею, використовуючи мотиви  українського народного мистецтва.

## Діяльність
Палац завжди відкривав для своїх вихованців багато можливостей. На зустрічі з дітьми до палацу приїздили видатні особистості: діячі науки, культури, спорту, серед яких президент Національної академії наук України   Борис Патон, академік Микола Амосов, космонавти  Юрій Гагарін,   Валентина Терешкова,   Леонід Каденюк, письменники  Анатолій Давидов і  Олесь Бердник, та багато інших. Ці зустрічі давали натхнення для студентів і педагогів на нові досягнення.
Навчання палацу проводиться за 200 сучасними напрямками. Можливість обрати свій освітній маршрут мають діти та юнаки і юнки віком від 5 до 21 року.
Навчання проводиться на різних рівнях — від початкового ознайомлення до професійної підготовки —  представлені різні форми проведення навчання: гурток, клуб, студія, агентство, творча майстерня, секція, лабораторія, школа тощо.
Можливість поглибленого вивчення спеціалізованих предметів, практичного знайомства з майбутньою професією та додаткову освіту дають відділи:
- Мала Академія наук «Дослідник»,
- Авіаційно-космічний центр,
- Агентство ІТА «ЮН-ПРЕС»,
- Відділ біології,
- Відділ соціальних ініціатив і партнерства,
- Відділ івент- та арт-проектів,
- Відділ STEM-освіти,
- Відділ візуального мистецтва,
- Центр художньої творчості,
- Відділ туризму та краєзнавства,
- Відділ PR-технологій.

Відділи додаються та оновлюються згідно із сучасними вимогами професійного розвитку.
Палац проводить:
- олімпіади «Юні математичні таланти»,
- конкурси науково-дослідних робіт членів Малої Академії Наук,
- фестивалі
- музичних колективів «Золота осінь»,
- хорових колективів «Співає Київ весняний», «Прем'єра»,
- театральних колективів «Срібне джерело»,
- виставки дитячої творчості «Барви весни»,
- ігри-конкурси «Екологічні проблеми великого міста», «Інтелект-турнір» тощо.
- конкурси «Сузір'я Палацу»,
- конкурси педагогічної майстерності «Кришталеве яблуко» (для педагогів).

Проекти Палацу:
- Офіс юного мера,
- Міжнародний молодіжний конкурс #U_Hero Award,
- XXII Міжнародний фестиваль–конкурс «ПресВесна» на Дніпрових схилах».[6]

Звання «Народний» мають виплекані колективом Палацу:
- Хорова капела хлопчиків та юнаків «Дзвіночок»,
- Ансамбль сучасної хореографії «Фламінго»
- Дівочий хор «Вогник»,
- Хореографічний ансамбль «Квіти України»,
- Дитячо-юнацький цирк «Але-ап»,
- Театр юнацької творчості «Incunabula»,
- Ансамбль спортивного бального танцю «Фаворит».

Звання «Зразковий» мають:
- Ансамбль народної музики «Первоцвіт»,
- Естрадно-духовий оркестр «Юність»,
- Ансамбль класичного танцю «Арабеск»,
- Шоу-гурт «Сонях».